# Americana (genere musicale)
Americana è un termine usato per identificare un genere musicale simile all'alternative country, ma più legato alla tradizione, con le influenze maggiori mutuate dal roots rock e dal country e molto meno dal punk rock e dall'alternative rock.
Il genere si è sviluppato negli anni 90 negli Stati Uniti come un ritorno a sonorità country e country rock, proposte in passato da artisti come Johnny Cash, Townes Van Zandt, Gram Parsons, Emmylou Harris.
L'Americana Music Association, associazione privata costituita da professionisti del settore, assegna annualmente premi agli artisti che si sono distinti nel genere.